# 海启崇行署区
海启崇行署区，抗日战争中行政区划，苏中抗日根据地设。
1942年（民国三十一年）由江苏省海启行署区改置海启崇行署区（县级）。管辖范围扩大到崇明县，县域包括海门县（今江苏省南通市海门区）、启东县（今江苏省启东市）、崇明县（今上海市崇明区）。寻即撤销。